# 장무 (촉한)
장무(章武)는 중국 촉한(蜀漢) 소열제(昭烈帝)의 연호이다. 221년 4월에서 223년 4월까지 3년 동안 사용하였다.
220년 3월, 후한(後漢) 헌제(獻帝)가 연강(延康)으로 개원하였다가 10월에 조비(曺丕)에게 선양하고 퇴위함으로써 후한 왕조가 멸망하였다. 그러나 당시 한중왕(漢中王)이었던 유비(劉備)는 연강 연호 및 후한 멸망을 인정하지 않고 220년 3월에서 221년 4월까지 13개월 동안 건안(建安) 연호를 계속 이어서 사용하였다. 이후 221년 4월, 촉한을 건국하고 황제에 즉위하면서 장무로 개원하였다.
같은 시기에 사용된 다른 연호로는 조위(曹魏)에서 사용한 황초(黃初 : 220년 ~ 226년), 오왕(吳王) 손권(孫權)이 사용한 건안(建安), 222년부터 사용한 황무(黃武)가 있다.

## 연대대조표
| 장무                  | 원년            | 2년                  | 3년        |
| 서력                  | 221년           | 222년                | 223년      |
| 육십간지 (六十干支)   | 신축(辛丑)      | 임인(壬寅)           | 계묘(癸卯) |
| 조위 (曹魏)           | 황초(黃初) 2년  | 3년                  | 4년        |
| 오왕(吳王) 손권(孫權) | 건안(建安) 26년 | 27년 황무(黃武) 원년 | 2년        |

## 같이 보기
- 중국의 연호

| 이전 연호 - | 중국의 연호 촉한(蜀漢) | 다음 연호 건흥(建興) |